# LM317

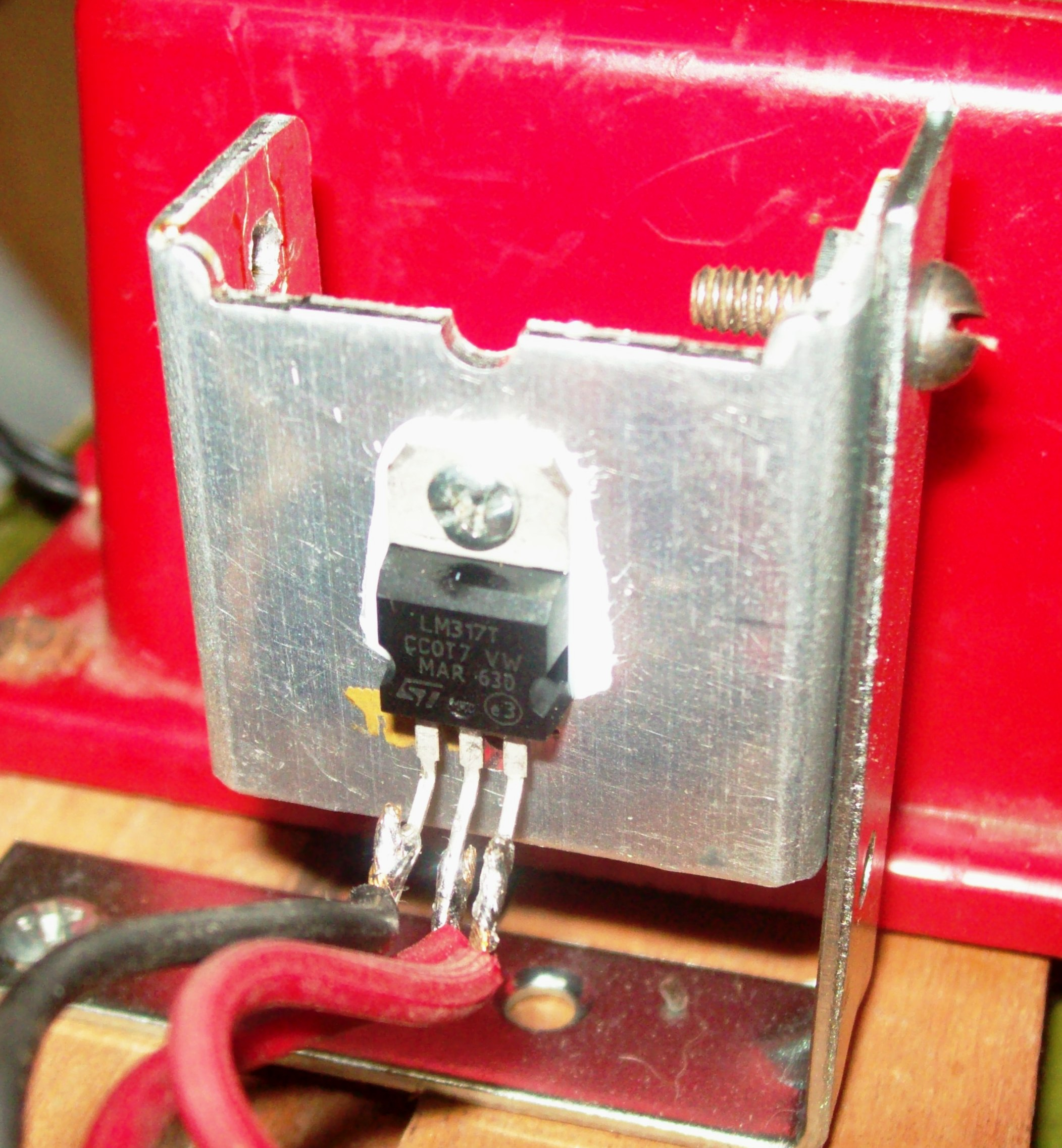
安裝有散熱片的LM317，這顆積體電路由意法半導體製造

LM117／LM217／LM317是一種常用的正電壓可調式線性穩壓器／線性電壓調節器。它由當時在美國國家半導體（現德州儀器的一部分）工作的鮑勃·衛德勒（英語：Bob Widlar）和鮑勃·多寶金（英語：Bob Dobkin）於1970年發明出來。它的電壓調節範圍從+1.25伏特到+37伏特之間。
LM137／LM237／LM337是LM117／LM217／LM317對應的負電壓可調式線性穩壓器（如同78xx和79xx的關係），由鮑伯·皮斯（英語：Bob Pease）設計。它的輸出電壓是低於參考電勢的，電壓調節範圍從-1.25伏特到-37伏特之間。

## 一般技術參數
| 參數屬性             | 數值                                                                                     |
| -------------------- | ---------------------------------------------------------------------------------------- |
| 輸出電壓Vout範圍     | LMx17：+1.25V – +37V LMx37：-1.25V – -37V                                                |
| Vin與Vout電壓差值    | LMx17：+3V – +40V LMx37：-3V – -40V                                                      |
| 運作時環境溫度       | LM317／LM337: 0°C – 125°C LM217／LM237: -25°C – 150°C LM117／LM137: -55°C – 150°C        |
| 最大通過電流Imax     | 1.5A(需配合適當的散熱措施)                                                               |
| 運作時需要的最小電流 | LM317／LM337: 典型值1.5mA，最大值10mA LM117／LM217／LM137／LM237: 典型值1.2mA，最大值5mA |

注：

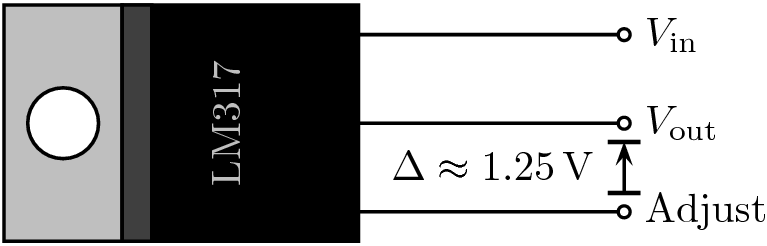
LM317T的管腳說明，TO-220封裝。其中：
Vin：電壓輸入
Vout：電壓輸出
Adjust：電壓調整端

- LM117、LM217、LM317分別針對軍用、工業級應用以及消費級應用，其中軍用和工業級應用的差別主要在於工作時PN接面的溫度，消費級應用和工業級應用/軍用的主要差別除溫度以外還有穩壓性能、精度的差異。
- 不同授權廠商製造的LMx17／LMx37的性能也有些微差異，不同半導體封裝的產品也有最大通過電流、耐受工作溫度等差異，具體參數需要閱覽相關授權製造廠商的數據文檔，並以它們為準。

資料來源：

## 應用
作為線性穩壓器，LM117／LM317和LM137／LM337主要用於直流-直流變換電路（英語：DC-to-DC converter）上。
線性電壓調節器輸出的電流和輸入的電流大小是幾乎相同的，根據負載的電流而定，因此，當這個電流值乘以線性電壓調節器上輸入電壓與輸出電壓之間的電壓差時，就可以獲得在線性電壓調節器上損耗的功率，這個功率隨著時間推移產生的熱量是不小的，在為大電流的負載供電而且輸入/輸出電壓差值很大時，其工作時散發的熱量就更為可觀。這不僅使得電能使用效率低，因為設計時考慮到低效率造成的高損耗產生大量廢熱，一般都需要安裝散熱片一類的散熱裝置，特別是大功率供電時。有時輸出/輸入電壓的壓差較大時，在穩壓器上的損耗功率可能比負載上獲得的功率還要大。
雖然線性穩壓器的效率較低，但是外圍電路所需元件很少就可以獲得穩定的電壓，電壓紋波最小僅數毫伏。相對而言，交換式穩壓器/開關穩壓器/交換式電壓調節器，通常來說雖然效率很高（目前一般60%至99%之間），但是一般都需要較多的外圍電路元器件，電壓紋波的數值也不如線性穩壓器的低，不過目前電腦使用的交換式電源供應器，電壓紋波數值最大也僅在70毫伏左右，最小的也僅有30毫伏左右，配合低壓差穩壓器（LDO）則可進一步降低。
一般的線性穩壓器，都預留有散熱片固定孔位的金屬片，如TO-220封裝，有些則是金屬罐封裝，像是TO-3封裝。一般它們預留固定孔位的金屬片都與輸出端是連通的，因此當安裝散熱片時便需要與電路其它部分之間做足絕緣措施。

### 作為電壓調節器使用

LM317作為典型電壓調節器配置時的電路圖，包括用以濾波和輸出暫態維持的去耦電容

LM317有三個管腳：輸入端、輸出端和電壓調整端。器件類似於運算放大器（但是擁有大電流輸出特性。實際上LM317內部的確內建了作誤差放大之用的運放，原理相見線性電壓調節器），反相放大端相當於電壓調整端，同相放大端和內部的帶隙基準電壓並聯，以提供Vref = 1.25V的穩定的基準電壓。
輸出和地（0V）之間的電阻式分壓器（可以是電位器）的配置，和運算放大器中同相放大器的電阻配置類似，因此輸出端的電壓可在調整端上調整，高於參考電壓的一定範圍內的電壓值是連續可調整的。以右圖為標準，輸出電壓值可用以下計算式表示：
Vout = Vref (1 + RL/RH)
由於器件的調整端上會有一些不能忽略的靜態電流流通，因此上式中加入這個誤差：
Vout = Vref (1 + RL/RH) + IQRL
為使得輸出端的電壓更穩定，器件的靜態電流被設計成在100微安之下，使得器件在大部分的實作場合中可以忽略這個誤差項。
此時的LM317是作為電壓源使用。

### 作為電流調節器使用

用LM317搭建的一個恆定電流源（恆流源）

LM317可配置為恆定電流源，以為需要此類型電源的負載（如LED燈）供電。此時則是恆定電流值可調，而非電壓值可調。將上文中電壓調節器之分壓器接地一側的電阻，換成是負載本身，即為右圖所示的電路。它的輸出電流是電阻兩端的落下的參考電壓所產生的。以右圖為標準，則輸出電流為：
Iout = Vref/RH
將靜態電流加上，則上式變為：
Iout = (Vref/RH) + IQ

## 與78xx/79xx系列對比
LM317是可調式的電壓調節器，而同樣常用的78xx則為固定式的電壓調節器。然而，78xx和LM317一樣是可以製作出可調輸出電壓的穩壓電路，只是將接地端作為調整端使用，參考電壓相對LM317而言要高些。和78xx一樣內建過流／短路保護、過熱保護電路。
直接將前述的LM317穩壓電路上的LM317換成78xx系列中的任一型號，分壓器也保持不變，輸出電壓的計算式除Vref需要替換以外其餘的參數也相同，Vref的值替換為78xx的固定輸出電壓值，以7805為例，其參考電壓為5V，只需將Vref=5V即可。
然而，LM317和78xx的設計細節還是不一樣的。78xx的器件工作靜態電流相比LM317而言要大得多，這樣穩定性自然不如LM317。按前述LM317電壓調節器輸出電壓計算式上計算，誤差項是不能忽略的，接地一側的電阻耐受功率也需要考量。此外，LM317基準電壓，相對於電阻式分壓器，對像是二極體產生的電壓降或是一個電壓緩衝器/電壓隨耦器產生的電流波動的響應並不敏感，這樣使得LM317可以提供的更穩定的電壓調整。LM317設計時已內建對這些參數波動的補償，因而可在保證精確度的情況下無需再額外增加補償電路，也使得LM317的頻率響應表現相對於78xx來說要好。
和78xx系列對應有用於負電壓的79xx系列的類似，LM317也有對應的負電壓調節器LM337。

## 相關外鏈資料

### 數據表
- Voltage Regulator Databook (Historical 1980)/電壓調節器數據書（1980年歷史資料）, 美國國家半導體（英文）
- LM317 (正電壓)數據文檔（页面存档备份，存于）, LM350 (3安培)數據文檔, 德州儀器 (美國國家半導體被德州儀器併購)（英文）
- LM317 (正電壓)數據文檔, LM350 (3安培)數據文檔 （页面存档备份，存于）, 安森美（英文）
- LM317 (正電壓)數據文檔（页面存档备份，存于）, 意法半導體（英文）
- LM337 (負電壓)數據文檔 （页面存档备份，存于）, 德州儀器（英文）

### 其它
- The Design of Band-Gap Reference Circuits: Trials and Tribulations; 鮑伯·皮斯，美國國家半導體（在圖4：LM117 展示了LM317的設計）（英文）
- LM317 Bandgap Voltage Reference Example (ECE 327)Portuguese Web Archive的存檔，存档日期2016-05-15; Brief explanation of the temperature-independent bandgap reference circuit within the LM317（簡要解釋了包括LM317在內的溫度無關帶隙基準電流）（英文）

- LM317 Circuit Schematics and Pinouts（LM317電路圖以及管腳圖）（英文）
- Online calculator to pick resistors for LM317 circuit（線上計算LM317分壓器電阻值）（页面存档备份，存于）（英文）
- LM317/LM337 穩壓電路（页面存档备份，存于）（繁體中文）